# Calciodelrioïta
La calciodelrioïta és un mineral anomenat així per ser l'anàleg de calci de la delrioïta. El mineral és dimorf amb la rossita.

## Característiques
La calciodelrioïta és un mineral de fórmula química Ca(VO₃)₂(H₂O)₄. Cristal·litza en el sistema monoclínic. La seva duresa a l'escala de Mohs és 2,5. L'hàbit que presenten els cristalls sol ser en forma d'agulla, acumulats d'agulles i acumulats en forma d'estrelles formats per amples fulles formades per agulles entrellaçades. Els cristalls solen ser elongats i amb estries paral·leles a <100>, presentant les formes prismàtiques {001} i {011} i amb terminacions pròpies de les formes {100} i {611}.
L'exemplar que va servir per a determinar l'espècie, el que es coneix com a material tipus, es troba conservat al Museu d'Història Natural del Comptat de Los Angeles, amb el números de catàleg 63837, 63838 i 63839.

## Formació i jaciments
En la seva localitat tipus va ser trobat en una fractura en superfície en un gres impregnat en corvusita i montroseïta; es forma com a producte d'alteració de les esmentades fases minerals. El context geològic general de la localitat tipus era un dipòsit d'urani i vanadi en formacions de gres. Aparegué associat a guix, rossita, metarossita, celestina, huemulita, pascoïta.